# Daun & Cie
Die Daun & Cie. Aktiengesellschaft ist eine private Holding-Gesellschaft mit Sitz in Rastede. Während die Holding in den 1980er- und 1990er-Jahren in der Textilbranche mit diversen Beteiligungen aktiv war, sind diese heute veräußert oder nicht mehr existent.

## Geschichte
Die Gründung erfolgte im Jahr 1979. Seitdem kaufte der Konzern Textilunternehmen. Ab 1997 wurden mehrere Unternehmen in Deutschland übernommen. Die Gruppe hält darüber hinaus auch Beteiligungen, Niederlassungen und Produktionsstandorte in Portugal, Tschechien, China, den USA, Indien, Usbekistan und vielen anderen Ländern.
2003 kaufte Daun & Cie. von der Deutschen Bank deren 13-Prozent-Anteil der Phoenix AG (Kautschuktechnologie). In den folgenden Monaten erwarb Daun & Cie. weitere große Aktienpakete, unter anderem die Anteile der WestLB. Die Phoenix AG wurde im November 2004 mit der ContiTech AG, einer Tochtergesellschaft der Continental AG, fusioniert.
Der Konzernumsatz sank von 277 Mio. Euro im Jahr 2016 auf 45 Mio. Euro im Geschäftsjahr 2021, die Zahl der Beschäftigten sank von 1421 im Jahr 2016 auf 207 im Jahr 2021.

## Belege
1. 1 2 3 4  Konzernabschluss 2021 im Bundesanzeiger, abgerufen am 13. August 2023
2. ↑  Christoph Lixenfeld: Nach der Insolvenz kommt der Erfolg. In: Handelsblatt vom 13. Juli 2009, abgerufen am 20. August 2020.
3. 1 2  Konzernabschluss 2016 im eBundesanzeiger, abgerufen am 1. April 2018
4. ↑  Jäger und Sammler Claas Daun, Financial Times Deutschland vom 3. Juni 2002.
5. ↑  Kampf gegen das Sterben auf Raten, Frankfurter Allgemeine  Zeitung vom 15. April 2006.

Koordinaten: 53° 14′ 40,8″ N, 8° 11′ 36,7″ O